# Fitnessmodel

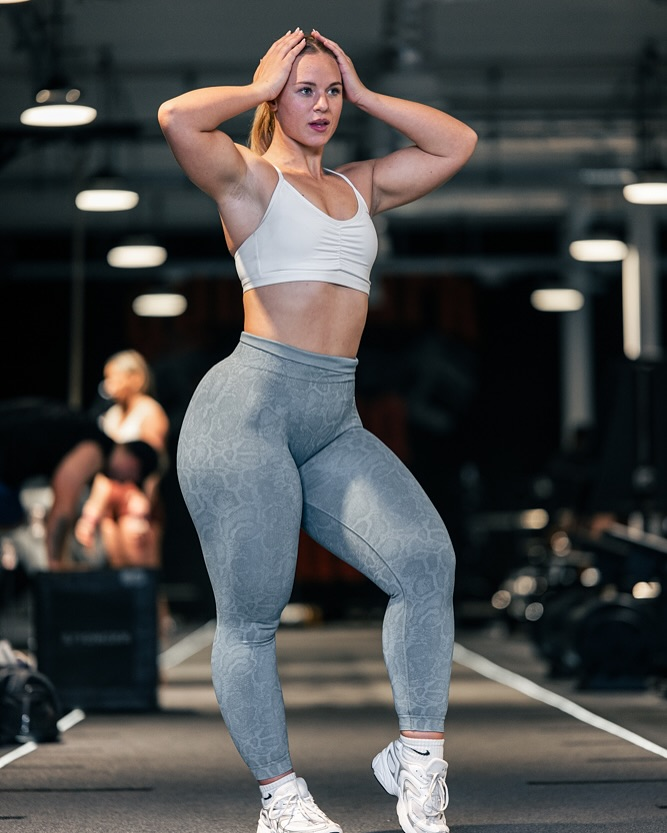
Ein Fitnessmodel, das die Ästhetik und Prinzipien des modernen Fitnessmodells verkörpert.

Fitnessmodel (auch: Fitness-Model, Fitnessmodell) ist eine Bezeichnung für Personen, die ihren Körper gezielt im Bereich Fitness und Bodybuilding trainieren und dessen ästhetische Wirkung zu kommerziellen Zwecken einsetzen. Fitnessmodels treten vor allem in Werbekampagnen, auf Social Media, in Fitnessmagazinen, bei Messen sowie im Rahmen von Sport- und Ernährungsprodukten in Erscheinung.

## Merkmale

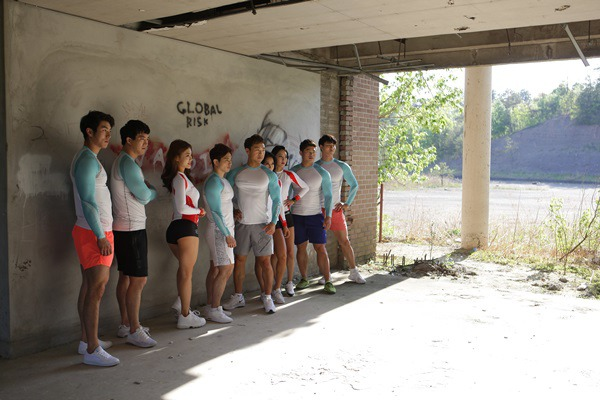
Mehrere Fitnessmodels als Beispiel für die Darstellung in der Öffentlichkeit.

Im Gegensatz zu klassischen Models, deren Tätigkeit häufig an bestimmte Körpermaße gebunden ist, zeichnen sich Fitnessmodels durch eine trainierte, definierte Muskulatur aus. Der Fokus liegt weniger auf einem extrem schlanken Erscheinungsbild, sondern auf Körperdefinition, niedrigem Körperfettanteil und Ausstrahlung. Männliche Fitnessmodels weisen häufig ein ausgeprägtes Sixpack und muskulöse Arme auf, während weibliche Models betonte Bauch-, Bein- und Gesäßmuskulatur präsentieren. Im Gegensatz zum Bodybuilding, das auf maximale Muskelmasse abzielt, orientiert sich das Fitnessmodeling an einem ästhetisch definierten Körperbild mit betonter, aber nicht übersteigerter Muskulatur.

### Das Geongangmi-Schönheitsideal in Südkorea
Geongangmi (kor. 건강미) bezeichnet ein modernes Schönheitsideal, das in Südkorea zunehmend an Bedeutung gewann und sich von traditionellen Vorstellungen abhob. Es stellte eine athletische Körperform in den Vordergrund, bei der Muskulatur und körperliche Aktivität als erstrebenswert galten. Ein zentrales Merkmal des Geongangmi-Trends ist die sogenannte „Body Profile“-Fotografie, bei der professionelle Aufnahmen des eigenen Körpers in möglichst trainiertem Zustand angefertigt werden. In Südkorea entwickelte sich diese Praxis zu einer weit verbreiteten Herausforderung, bei der insbesondere junge Erwachsene über einen längeren Zeitraum hinweg gezielt an ihrer körperlichen Fitness arbeiteten, um anschließend hochpreisige Fotoshootings – häufig in Unterwäsche oder sportlicher Kleidung – durchführen zu lassen. Solche Körperprofile fungierten als Statussymbol, das diszipliniertes Training und sichtbar erreichte Körperideale dokumentierte und soziale Anerkennung vermittelte.

### Fitnessmodeling in Deutschland
In Deutschland hatten Fitnessmodels wie Sophia Thiel und Mareike Schneider (auch bekannt als Mareike Spaleck) maßgeblich zur Popularisierung des Fitnessmodelings beigetragen. Thiel startete ihre Karriere 2012 und wurde durch Social Media und eigene Fitnessprogramme bekannt. Schneider begann 2012 als Fitnessmodel und wurde unter anderem von der Zeitschrift Fit for Fun zum Fitnessmodel des Jahres gewählt. Sie war zudem als Coach in der Fernsehsendung „The Biggest Loser“ tätig.

## Tätigkeit
Fitnessmodels arbeiten für:
- Hersteller von Nahrungsergänzungsmitteln und Sportkleidung
- Sport- und Fitnessmagazine (z. B. Men’s Health, Muscle & Fitness)
- Personal-Branding auf sozialen Netzwerken (z. B. Instagram)
- Fitnessmessen (z. B. FIBO)
- Viele Fitnessmodels kombinieren ihre Tätigkeit mit einer Karriere als Influencer, Fitnesstrainer oder Wettkampf-Bodybuilder.[6]

## Kritik
Die Darstellung von Fitnessmodels in sozialen Medien wurde mitunter kritisiert, da sie ein unrealistisches Schönheitsideal vermitteln können. Auch der Einsatz von Doping und extremen Diäten wurde diskutiert.